# Fidelio Fritz Finke
Fidelio Fritz (Friedrich) Finke (ur. 22 października 1891 w Josefsthal, zm. 12 czerwca 1968 w Dreźnie) – niemiecki kompozytor. 

## Życiorys
Uczył się w szkole niemieckiej w Pradze u swojego wuja, Romeo Finkego. W latach 1908–1911 uczył się u Vítězslava Nováka w Konserwatorium Praskim, gdzie następnie wykładał w latach 1915–1926. Od 1920 do 1938 roku był inspektorem niemieckich szkół w Czechosłowacji, od 1927 do 1945 roku pełnił także funkcję dyrektora Deutsche Akademie für Musik w Pradze. Od 1946 do 1951 roku był dyrektorem i wykładowcą Akademie für Musik und Theater w Dreźnie, następnie od 1951 do 1958 roku uczył w Hochschule für Musik w Lipsku.

## Twórczość
Był przedstawicielem neoklasycyzmu, uprawiał eklektyczną twórczość nawiązującą głównie do muzyki późnego romantyzmu, korzystając z barokowych i klasycznych schematów formalnych. Wprowadzał także do swojej muzyki nowsze elementy, czepiąc z języka tonalnego Debussy’ego i Schönberga.

## Wybrane kompozycje
(na podstawie materiałów źródłowych)

### Utwory orkiestrowe
- Eine Schauspiel-Ouvertüre (1908)
- 8 suit: I na smyczki (1911), II (1948), III (1949), IV na 16 instrumentów dętych i perkusję (1953), V na instrumenty dęte (1955), IV (1956), VII (1961), VIII na 5 instrumentów dętych, 2 fortepiany i smyczki (1961)
- symfonia Pan (1919)
- Koncert na fortepian i małą orkiestrę (1930)
- Koncert na orkiestrę (1931)
- Capriccio na fortepian i orkiestrę (1953)
- Divertimento na orkiestrę kameralną  (1964)
- Festliche Musik (1965)

### Utwory kameralne
- Kwintet fortepianowy (1911)
- 5 kwartetów smyczkowych (1914–1964)
- Trio fortepianowe (1923)
- Sonata skrzypcowa (1924)
- Sonata na wiolonczelę solo (1926)
- Sonata na flet (1927)
- Sonata na 4 flety proste (1936)
- 100 Stücke na flet prosty (1936)
- Sonata na harfę solo (1945)
- Sonata na róg (1946)
- Sonata na klarnet (1949)
- Sonata na altówkę (1954)
- Kwintet dęty (1955)

### Utwory wokalno-instrumentalne
- Deutsche Kantate na sopran, bas, chór, chór chłopięcy, organy i orkiestrę (1940)
- kantata Eros na sopran, tenora i orkiestrę (1966)
- Cantata piccola na chór i fortepian (1966)
- Der Rauch na chór i fortepian (1966)

### Opery
- Die versunkene Clocke (1915–1918)
- Die Jakobsfahrt (wyst. Praga 1936)
- Der schlagfertige Liebhaber (1950–1954)
- Der Zauberfisch (wyst. Drezno 1960)

### Pantomima taneczna
- Lied der Zeit (1946)